# شهرستان مشرعه وحدنان
ناحیهٔ مشرعه وحدنان (به عربی: مدیریة مشرعة وحدنان) یک ناحیه در یمن است که در استان تعز واقع شده‌است.
ناحیهٔ مشرعه وحدنان ۱۰۹٬۵۳۳ نفر جمعیت دارد.